# 高原扁蕾
高原扁蕾（学名：Gentianopsis paludosa var. alpina）为龙胆科扁蕾属下的一个变种。

## 扩展阅读
- 維基物種上的相關：高原扁蕾